# María Cardarelly
María Cecilia Cardarelly Bousquet, más conocida como María Cardarelly (Zaragoza, 1845 - Madrid, c. 1920) fue una fotógrafa española, reconocida por ser una de las primeras mujeres en tener estudio fotográfico propio en España y la primera en Galicia. Además de ser la primera retratista conocida de la poetisa y novelista Rosalía de Castro.

## Biografía
Tras abandonar Zaragoza, la familia de tintoreros franceses formada por Mariana Bousquet y Agustín Cardarelly llegó a Galicia hacia 1851 y estuvieron un tiempo establecidos en Lugo. Se sabe que los Cardarelly ejercían la profesión de manera ambulante, por lo que también se les ubicó en Orense y Santiago de Compostela, esta última ciudad fue donde se afincaron finalmente hacia 1854, cuando Cardarelly tenía 9 años. Tras un breve paso por la rúa nova, establecieron su domicilio y negocio en la rúa do hórreo.
Cardarelly creció en un ambiente propio de la pequeña burguesía de industriales extranjeros asentados en la ciudad, en lo que eran comunes los encuentros y relaciones entre ellos. Es muy probable que los Cardarelly mantuvieran amistad con la familia Osterberger o los Segond, así como con algunos de los intelectuales liberales de la época, con quienes compartían inquietudes. Estos contactos explicarían su relación con la poetisa Rosalía de Castro y el escritor Manuel Murguía, así como con otros fotógrafos contemporáneos de ideología similar.

### Acercamiento a la fotografía
Las razones que llevaron a Cardarelly a la fotografía no están claras, al parecer, no existía una tradición familiar. Se cree que trabajar como retocadora y pintora de telones de fondo en uno de los estudios fotográficos locales, le pudo haber ayudado a formarse en fotografía. Esta teoría se afirma por el hecho de que la primera fotografía que se le atribuye, un retrato realizado en Noya a Teresa Lamas, hermana del juez local, tiene como única firma la del fondo fotografiado que decía, M. Cardarelly. Este retrato que fue realizado fuera del estudio fotográfico ubicado en Santiago de Compostela, solo podía atribuirse su autoría a quien pintó el fondo. Otra teoría afirma que algunos de sus familiares paternos se establecieron en aquella época como fotógrafos en París, lo que pudo tener alguna influencia en ella.
Por otro lado, se ha constatado una relación entre Cardarelly y el fotógrafo noyés Eliseo Segond, quien además es el autor de la única foto conocida de Cardarelly.  En 1864, cuando Cardarelly tenía 19 años, empezó a trabajar como fotógrafa de estudio en la casa de su familia, negocio que mantuvo durante tres años, antes de abandonar la profesión y no volver a ejercer como fotógrafa.
A Cardarelly se le reconoce por ser la primera retratista de Rosalía de Castro, por dos de sus fotografías, una que pertenecía a la colección de imágenes familiares que Gala Martínez-Murguía de Castro donó a la Real Academia Gallega, y la otra fue un descubrimiento realizado por el escritor Anxo Angueira en 2013. Ambas fueron tomadas alrededor de 1865, en la misma sesión de fotos y están firmadas con el sello de su estudio. Pero estas no fueron las únicas imágenes que Cardarelly tomó a la familia Murguía-de Castro. En 2017 se descubrió que otra de las fotografías donadas estaba firmada por Cardarelly y correspondía a un retrato de la primera hija de Castro, Alejandra. La atribución de estas cuatro fotografías a la autoría de Cardarelly y que tres de ellas sean de la familia de Murguía-de Castro, sugiere una probable relación entre la pareja de escritores y la familia de los tintoreros.
Lo que distinguió a Cardarelly del resto de fotógrafas coetáneas fue que, a diferencia de ella, la mayoría de estas mujeres ejercieron la fotografía como asociadas o meras colaboradoras de sus maridos o padres. Además, Cardarelly se adelantó mucho a la mindoniense Antonia Santos, que en 1872 se convirtió en la segunda fotógrafa en ejercer en Galicia.

### Pianista en Ferrol
En 1866, los Cardarelly dejaron Santiago y establecieron una nueva tintorería en la rúa María, en Ferrol. En este nuevo período la fotografía quedó definitivamente aparcada. Sin embargo, una enfermedad provocó la muerte de su padre a finales del año 1867, dejando a la madre y a Cardarelly desprotegidas. Pasados dos meses, Cardarelly se casó con el pintor madrileño Juan Velasco, con quien tuvo una hija, Matilde Dolores (n. 1869).
La necesidad de ingresos, y posiblemente la búsqueda de una cierta independencia, llevaron a Cardarelly a trabajar en la venta de pianos con el pianista Canuto Berea Rodríguez. También ofreció recitales de piano en diferentes actos sociales de Ferrol, y durante muchos años impartió clases particulares a chicas de la ciudad. En esta época, mantuvo amistad con la pianista y compositora española, Eugenia Osterberger, también conocida como Madame Saunier.
Con la muerte de su hija y luego la de su esposo en 1878, se volvió a casar en 1881, con el ingeniero militar Antonio Pérez, quien falleció tres años después en Filipinas. Tras el cambio de siglo, el círculo íntimo de Cardarelly se redujo considerablemente y en 1910, a la edad de 65 años se trasladó a Madrid para vivir con familiares. Se estima que murió aproximadamente en la segunda década del siglo XX.

## Galería

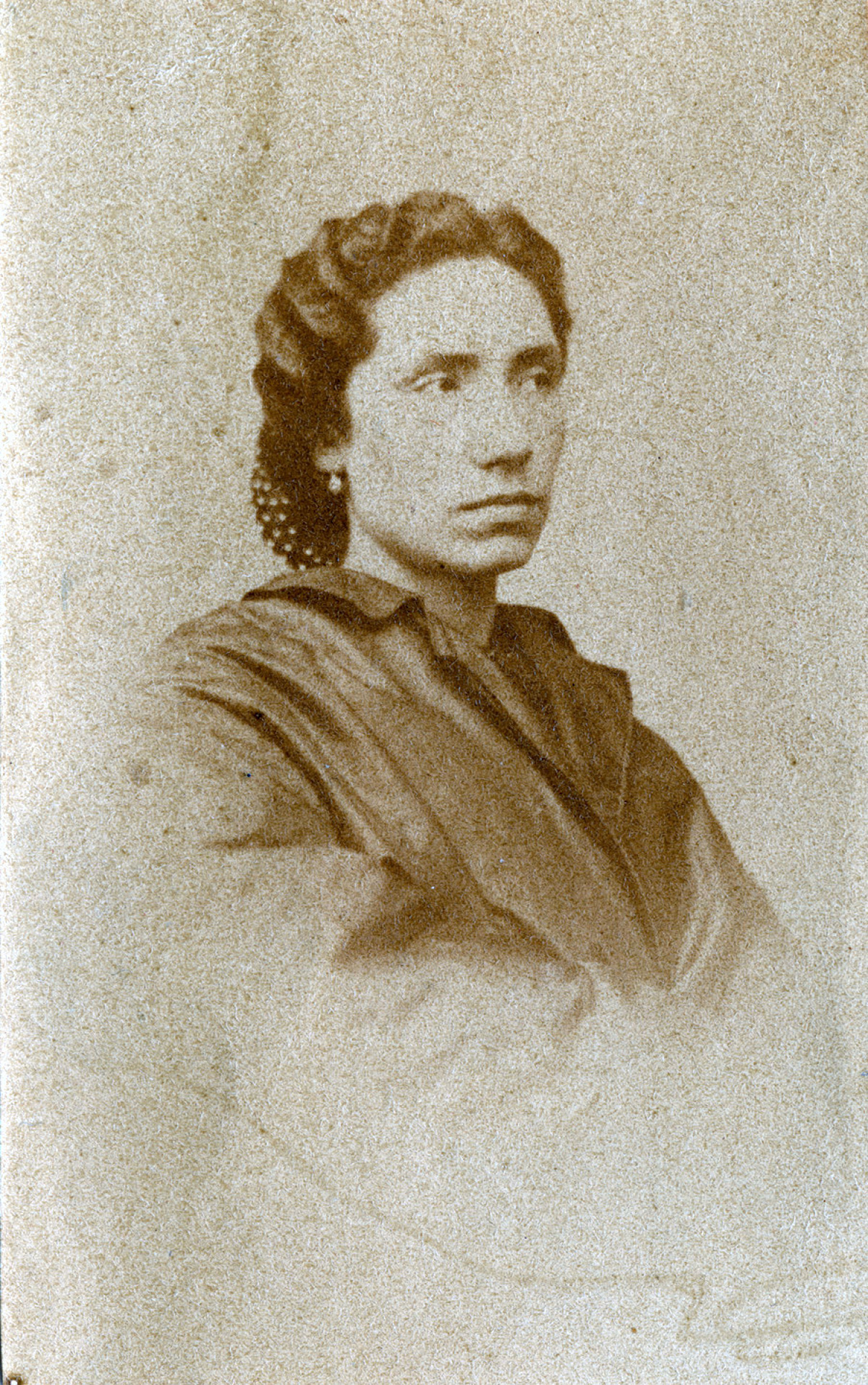
Retrato de Rosalía de Castro
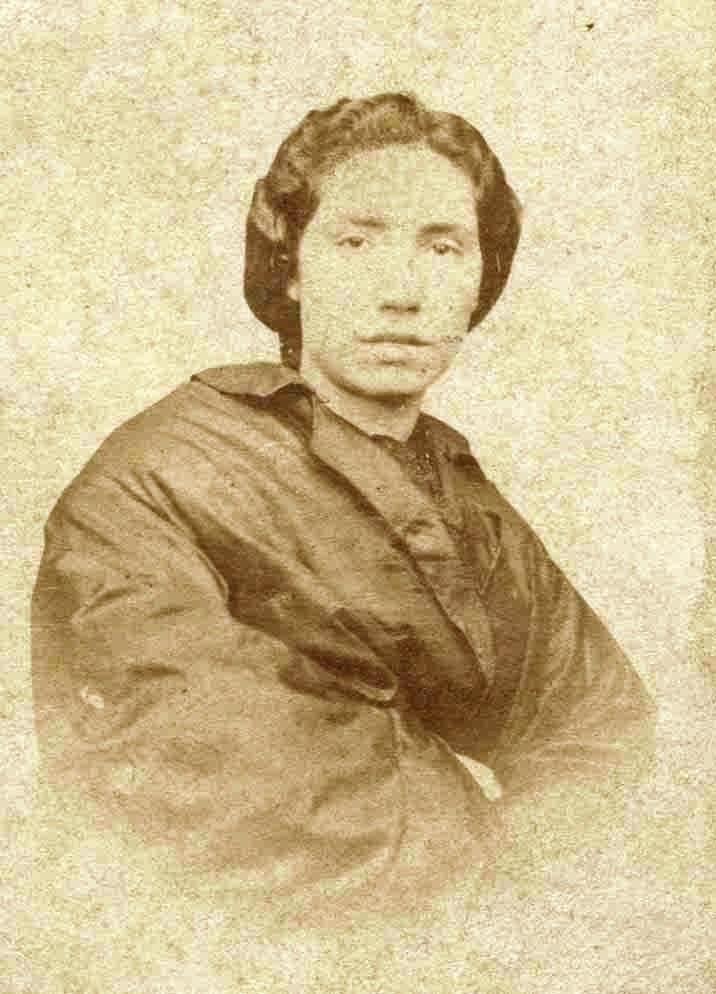
Retrato de Rosalía de Castro